# Werner Schreiber

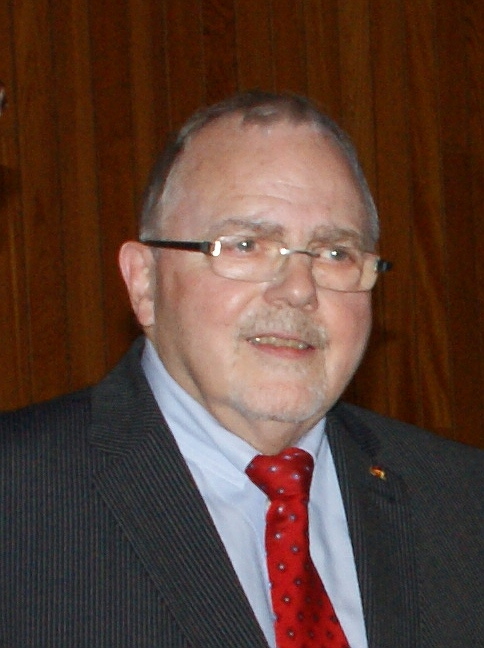
Werner Schreiber, 2011, bei der Veranstaltung „25 Jahre AZK“

Werner Schreiber (* 17. August 1941 in Saarbrücken) ist ein ehemaliger deutscher Politiker (CDU). Er war von 1975 bis 1983 Mitglied im Landtag des Saarlandes, von 1983 bis 1990 Mitglied des Deutschen Bundestages und von 1990 bis 1993 Minister für Arbeit und Soziales des Landes Sachsen-Anhalt.

## Leben und Beruf
Nach einer Lehre als Betonbauer (1955 bis 1958) schloss Schreiber 1965 ein Studium der Sozialarbeit und Sozialpädagogik ab. Bis zu seinem Eintritt in den Landtag des Saarlandes im Jahr 1975 war er als Sozialarbeiter im Bereich außerschulischer Jugendarbeit und Jugendhilfe tätig.

## Partei und Verbandsarbeit
Im Jahr 1965 trat Schreiber in die CDU ein und hatte von 1978 bis 1990 den Vorsitz des CDU-Kreisverbandes Saarbrücken inne. Seit 1971 ist er außerdem Mitglied der Christlich-Demokratischen Arbeitnehmerschaft (CDA). Von 1991 bis 1993 amtierte er als Landesvorsitzender der CDA Sachsen-Anhalt und im Jahr 1993 kurzzeitig als Bundesvorsitzender der CDA.
Seit seinem Ausscheiden aus dem Ministeramt engagiert sich Schreiber als Vorsitzender der „Stiftung Christlich-Soziale Politik e. V.“ und als kooptiertes Mitglied des Bundesvorstandes der CDA (in beiden Ämtern seit 1998).

## Politik
Schreiber gehörte vom 14. Juli 1975 bis zum 15. April 1983 dem Landtag des Saarlandes an und war dort Vorsitzender des Ausschusses für Soziales, Familie und Gesundheit. Vom 29. März 1983 bis zum 20. Dezember 1990 war er Mitglied des Deutschen Bundestages und dort hauptsächlich in den Bereichen Soziales, Gesundheit und internationale Zusammenarbeit aktiv sowie stellvertretender Vorsitzender der Arbeitnehmergruppe der CDU/CSU-Bundestagsfraktion. Schreiber wurde bei den Bundestagswahlen 1983 und 1987 jeweils über die Landesliste der CDU im Saarland gewählt.
Am 2. November 1990 wurde er als Minister für Arbeit und Soziales in die erste Landesregierung des wieder hergestellten Landes Sachsen-Anhalt berufen und behielt dieses Amt auch nach dem Rücktritt des Ministerpräsidenten Gerd Gies (CDU) und der Amtsübernahme dessen Nachfolgers Werner Münch (CDU) am 4. Juli 1991. Vorübergehend (4. bis 11. Juli 1991) war er auch mit der Wahrnehmung der Geschäfte des Ministers für Bildung, Wissenschaft und Kultur beauftragt.
Nach dem am 28. November 1993 erfolgten Rücktritt von Werner Münch aufgrund der „Gehälteraffäre“, in die auch Schreiber hineingezogen wurde, und der anschließenden Neubildung der Landesregierung durch den neuen Ministerpräsidenten Christoph Bergner (CDU) schied Schreiber am 15. Dezember 1993 aus der Landesregierung aus. Anlass für den Rücktritt des Ministerpräsidenten war die „Gehälteraffäre“: Werner Münch und den ebenfalls aus Westdeutschland stammenden Landesministern Werner Schreiber, Hartmut Perschau (CDU) und Horst Rehberger (FDP) wurde der unrechtmäßige Bezug von erhöhten Amtsbezügen vorgeworfen. Das Landgericht Magdeburg sprach Werner Schreiber am 5. September 1996 von allen Vorwürfen frei.
Vom 6. November 1990 bis zum 15. Dezember 1993 war Schreiber als Mitglied der Landesregierung von Sachsen-Anhalt gleichzeitig stellvertretendes Mitglied des Bundesrates und dort vom 5. Juli 1991 bis zu seinem Ausscheiden Vorsitzender des Ausschusses für Frauen und Jugend.

## Ehrungen
Werner Schreiber wurde 2009 mit dem Bundesverdienstkreuz I. Klasse geehrt.